# Amylocystis
Amylocystis là một chi nấm thuộc họ Fomitopsidaceae.

## Species list
- Amylocystis unicolor
- Amylocystis lapponicus